# アイヴァン・モリス
アイヴァン・モリス（Ivan Morris、1925年11月29日 - 1976年7月19日）は、イギリスの翻訳家、日本文学研究者。妻の小川亜矢子によるとIvanの読みは「イヴァン」。

## 来歴・人物
ロンドンに生まれる。父アイラ・モリスは、米国人の小説家、母エディタ・モリスは、スウェーデン人の小説家。両親は戦後まもなく広島に駐在し、エディタは小説『ヒロシマの花』（阿部知二訳、朝日新聞社、1971年）を著した。
裕福なユダヤ系アメリカ人の父とスウェーデンの没落名家出身の母の一人息子としてイギリスに生まれる。一家の自宅は、食肉解体業で財を成した父方から結婚祝いに贈られたパリの東セーヌ＝エ＝マルヌ県Nesles-la-Gilberde村のマナーハウスだったが、英国の国籍を得るためにハムステッドに一時滞在しての出産だった。働く必要のない両親は子供にも関心が薄く、母親は息子を残して世界中を旅しており、寂しい幼少期を送った。寄宿学校ゴードンストウンを経てフィリップス・アカデミーで学ぶ。
第二次世界大戦で、イギリス軍将校候補生としてアメリカ海軍日本語学習プログラムに参加し、それがきっかけになって日本研究を決意。アメリカ海軍で従軍し、ハーヴァード大学で日本語と日本文化を研究、1946年に卒業。
1945年に通訳として来日し、被爆した広島市を訪れた最初の外国人の一人となった。1948年に大学院生としてロンドン大学東洋アフリカ研究学院に入り、アーサー・ウェイリーのもとで源氏物語を研究し、1951年に博士号を取得。
BBC（イギリス公共放送局）や、イギリス外務省情報局に勤務したのち、妻の亜矢子とともに1956年に再来日し、両親が開いた広島の被爆者支援施設に協力。1958年、ソ連政府がボリス・パステルナークのノーベル文学賞授与を辞退させた際、エドワード・サイデンステッカー、ヨゼフ・ロゲンドルフとともに、日本ペンクラブのソ連政府に同調する姿勢を批判した。日本滞在の間、博士論文『日本のナショナリズムと右翼 Nationalism and the right wing in Japan: A study of postwar trends』を執筆し、日本研究者として立場を確立するためコロンビア大学に求職申請をするが、当時の妻・小川亜矢子の回想では、大学からの返事を待つ間不安から泣くこともあったという。1959年に妻とともに英国に戻る。
1960年に上記がオックスフォード大学出版局（Oxford University Press）で刊行。希望したコロンビア大学に教職を得て渡米、1973年まで東洋学部で教えた。1966年にはオックスフォード大学セント・アントニー・カレッジの特別研究員に選ばれ、1969年まで東アジア言語・文化学部部長を務めた。同じコロンビア大にいた同学のドナルド・キーンとはライバル・友人であった。
1976年に旅先のイタリア北部ボローニャで心臓発作により急逝した。

### 著述
英語圏での古典・近代日本文学の研究進展に寄与し、英文著書のほか清少納言の「枕草子」、「更級日記」（各・ペンギン・クラシックスで再刊）、西鶴作品ほかの古典。昭和期の日本文学は、中島敦「山月記」、三島の「金閣寺」「真夏の死」他短篇集、大岡昇平「野火」、大佛次郎「旅路」など多くの英訳をチャールズ・イー・タトル出版（Charles E. Tuttle）で刊行。パズルゲームにも造詣があった。
『光源氏の世界』は、1965年3月にダフ・クーパー賞を受賞。三島由紀夫も友人としてロンドンでの授賞式に参列。三島とは在日中に小旅行にも同行し、三島は自決直前に遺作『豊饒の海』出版に関し、ドナルド・キーンと並び英文書簡を送っている。また三島関係の友人に、英国人ジャーナリストのヘンリー・ストークスがおり、著作で度々言及している。
最後の著作となった『高貴なる敗北』「第九章 大西郷崇拝－西郷隆盛」は、日米合作の映画『ラスト サムライ』（監督エドワード・ズウィック、2003年）に、多大なる影響を与えた。モリス自身『高貴なる敗北』の序で「以下の文章は（略）三島の霊に捧げられるべきものである」と述べている。

## 親族

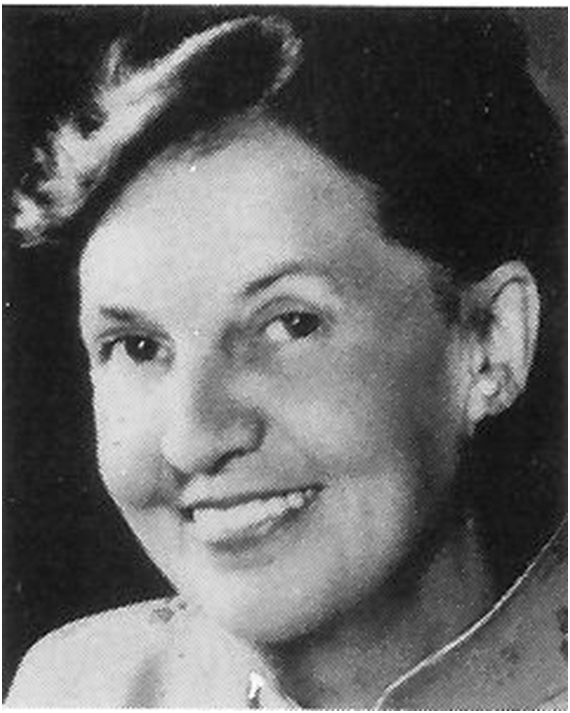
母のエディータ

- 父・アイラ・モリス（Ira Victor Morris, 1903-1972）

シカゴ生まれの著述家。両親ともにユダヤ人で、ドイツ生まれの祖父ネルソン・モリスはドイツにおける1848年革命の影響で15歳で米国に移民し、食肉解体業「モリス&カンパニー」を創業して成功した。父のアイラ・ネルソン・モリスは創業者家族として同社幹部に名を連ねたほか、1914年から1923年までスウェーデンの米国全権大臣（在スウェーデン米国大使の前身）を務めた（当時の米国では一部の大使職は購入できたためしばしば富裕層が務めた）。ハーバード大学卒。親から贈られたフランスの城に多くの召使を雇って優雅に暮らしつつ共産主義を唱え、第二次大戦中は妻と妻の愛人の画家とともにメキシコで暮らした。戦後は1950年にエジンバラで開催された国際ペンクラブ大会で広島の被爆状況を知り、1955年に妻と来日、広島市宇品町の古い旅館を改装し、1957年5月に被爆者のレクリエーション施設「広島憩いの家」を開設、ニューヨークに「ヒロシマ・ハウス財団」（1992年解散）を設立するなど、度々広島を訪れ原爆被害者の支援活動に携わった。妻とともに広島市から特別名誉市民を贈られた。ただし息子イヴァンは、父アイラをアメリカの金持ちボンボンのまま、何事も成し遂げられなかった中途半端な人と見なし、父を反面教師にして、努力を惜しまないことを自身の信条としていた。
- 母・エディタ・モリス（Edith (Edita) Dagmar Emilia Morris, 1902-1988)

スウェーデンの名家の出身で、先祖はナポレオン戦争でアレクサンドル1世軍を率いた将軍もいた。父親が一族を離れたため経済的には余裕はなかった。アイラが大学の夏期休暇でストックホルムの父親宅に滞在中に知り合い、結婚してイヴァンをもうけたが、1930年代以降はスウェーデン人画家のニルス・ダルデル（Nils Dardel）と恋仲となり、ダルデルが亡くなる1943年まで夫公認で交際した。同年、初の小説"My darling from the Lions"を発表、1959年に出した"The Flowers of Hiroshima"は代表作で、日本語訳も含め39か国語に訳された。イヴァンが死んだ際は、当時イヴァンの恋人だったボローニャ貴族の未亡人とのトラブルで殺されたと主張した。
- 最初の妻・アン - 南アフリカで結婚[2][19]。
- 二番目の妻・小川亜矢子（1933年 - 2015年1月7日[20]、愛称ヤキ）

京都府生まれ。身長167cm。父親の小川正は映画の脚本家・プロデューサー。鴎友学園卒。12歳で東勇作に師事し、小牧バレエ団入団。1953年、英国のサドラーズ・ウエルズ・バレエ・スクール(のちのロイヤル・バレエ学校)に2年間留学、同校初の日本人留学生となる。モリスの両親が住むパリ郊外の城でモリスと同棲したのち1956年にニューヨークで結婚し帰国、1960年にモリスの仕事に伴い渡米、メトロポリタン・オペラ附属バレエ団に入団、1966年に離婚し帰国、スターダンサーズ・バレエ団の運営に協力。その後父親のツテで新宿コマ劇場階上に「コマ・小川亜矢子バレエスタジオ」を開設、1980年代にはコマが出資した「スタジオ一番街」で多くの後身を育て、1996年にかねてよりパートナーだったり24歳年下のダンサー小川和也（旧姓桑名）と再婚、父親の資金援助で翌年青山ベルコモンズ最上階にチケット制のダンス教室「青山ダンシング・スクエア」を開設。2000年に紫綬褒章、2004年に回想『運命に従う』（幻冬舎）を刊行。2007年に旭日小綬章受章。
- 三番目の妻・上西信子（1940- ）

大手空調会社の大気社創業家出身、神戸女学院から早稲田大学文学部演劇科に進み、倉橋健に師事するが、中退しニューヨークへ移住。1961年から1963年までニューヨーク大学のドラマ科で学び、1966年モリスと結婚、ミュージカルなど舞台芸術の手配などに携わった。数年後モリスとは離婚。1974年にサー・ドナルド・アルベリー（en:Donald Albery、26歳年上で舞台・オリバーなどの制作で知られた英国人舞台プロデューサー）と再婚した。

## 著書
- 「The Tale of Genji Scroll」Kodansha International, Tokyo 1971.

Introduction By Yoshinobu Tokugawa（徳川義宣）の解説序文。講談社の英語出版
- 「Dictionary of Selected Forms in Classical Japanese Literature」

Columbia University Press, New York 1966.
- 「The World of the Shining Prince: Court Life in Ancient Japan」Oxford University Press, London 1964. 
  - 「The World of the Shining Prince」Kodansha USA, 1994. Kindle版：Vintage, 2013.
  - 訳書『光源氏の世界』斎藤和明訳、筑摩叢書、1969年、新版1985年ほか
    - P. Parri 訳のイタリア語版、Jordi Fibla 訳のスペイン語版がある
- 「The Nobility of Failure: Tragic Heroes in the History of Japan」Secker and Warburg, London 1975. 
  - 再版「The Nobility of Failure」Charles E. Tuttle, 1982. Farrar Straus & Giroux, 1988.
  - 新版「The Nobility of Failure」Kurodahan Press, 2013. Illustrated（浅山澄夫・絵、ジュリエット・カーペンター序文）版。のちKindle版（2020）
    - F. Wagner 訳のイタリア語版、Paloma Tejada Caller 訳のスペイン語版がある

  - 訳書『高貴なる敗北 日本史の悲劇の英雄たち』斎藤和明訳、中央公論社、1981年
    - 改訂新版『高貴なる敗北』（上・下）、経営科学出版、2023年
- 編著『アイヴァン・モリスのパズルブック』全2巻 TBSブリタニカ

＜シリーズ 世界のパズル＞ 1.藤井良治訳、2.沖記久子訳、1978年